# Thomas Placidus Fleming
Thomas Placidus Fleming (* 15. Oktober 1642 in Kirkoswald; † 8. Januar 1720 in Regensburg) war Abt des Regensburger Schottenklosters. Er gilt aufgrund der dauerhaften Konsolidierung der Abtei als „zweiter Gründer des Klosters“.

## Leben
Er stammte aus dem schottischen und protestantischen Geschlecht der Earls von Wigtown. Er erhielt in Edinburgh seine Schulausbildung und  wurde dann Offizier in der Royal Navy im Dienste des Herzogs von York,  des  späteren König  Jakobs  II. Mit 23  Jahren wollte er in Dublin zum Katholizismus konvertieren, behielt sich seine Entscheidung aber bis zu einem Besuch in Frankreich vor. Auf der Überfahrt nach Frankreich wurde sein Schiff von maurischen Seeräubern gekapert und er geriet in Gefangenschaft. Nach zwei Jahren wurde er durch  die spanische Regierung befreit. Danach wurde er von einem irischen Bischof in Santiago de Compostela zum Katholizismus bekehrt und er tritt 1667 in das Schottenkolleg von Paris ein. 1668 reist er nach  Regensburg und tritt als Mönch in das hiesige Schottenkloster ein. Am 21. November 1669 legt er die Profeß ab, dabei erhält er den Ordensnamen Placidus; am 28. März 1671 wird er zum Priester geweiht. 

## Wirken
Das Regensburger Schottenkloster wurde damals von einem von dem Abt des  Schottenklosters Würzburg Maurus Dixon bestellten Administrator Makarius Chalmer mehr schlecht als recht verwaltet; wegen des eingesetzten Verfalls stand das Kloster vor der Auflösung. In dieser Lage wurde Fleming am 5. Dezember 1672 zum Abt  gewählt. Während seiner fast 50-jährigen Tätigkeit gelang es ihm, das Kloster finanziell zu sanieren und den Rechtsstatus des Klosters zu sichern. Einer seiner ersten Schritte bestand darin, die Exemtion des Klosters vom Regensburger Bischof und die Bewahrung der eigenen Rechte zu sichern. Durch die Verbesserung der ökonomischen Situation des Klosters konnte auch eine größere Anzahl an Mönchen aufgenommen werden; bei seinem Amtsbeginn waren im Kloster nur mehr vier Konventualen, bis zu seinem Tod hatten 19 Mönche die Profess abgelegt. Zu seinen Verdiensten zählt auch die Rettung der Filialabtei St. Jakob in Erfurt und hier erhielt er durch den Mainzer Kurfürsten zwei  Lehrstühle für Philosophie an der Universität Erfurt für  die Schotten; hingegen gelang es ihm nicht, das Schottenstift in Wien zurückzugewinnen. 
Wegen seiner schottischen Abstammung und seiner adeligen Herkunft konnte er auch politisch tätig werden. So unterstützt er die  Pläne von Charles II. hinsichtlich einer englisch-französische Annäherung, dabei stand er in engem Kontakt mit den englischen Gesandten in Wien und Regensburg und beherbergte den französischen Gesandten am Immerwährender Reichstag in seinem Kloster. Als 1686  ein Apostolischer Vikar im Bischofsrang für Schottland nominiert werden sollte, wurde auch Placidus Fleming vorgeschlagen; dieser lehnte eine Kandidatur jedoch ab. Auch zu Kurbayern hielt er engen Kontakt, da dessen katholische Orientierung und Macht für die Stellung des Klosters in der damals protestantischen Reichsstadt Regensburg wichtig war. Nach dem Regierungsantritt von  dem zum Katholizismus konvertierten James II. bemühte sich Fleming um  die katholische Mission nach England und Schottland. Er konnte dabei 1713  ein  Seminar für schottische Novizen verwirklichen. 1718 konnte  das Seminar ein eigenes  Gebäude im Garten des  Schottenklosters  beziehen, die Baukosten dafür trug der Regensburger Weihbischof Gottfried Langwerth von Simmern. Am 11. September 1719 verpflichteten sich alle Mönche von St. Jakob unter feierlichem Eid zum Dienst als Missionar in Schottland. Fleming strebte auch an, eine  Kongregation der Schottenklöster zu bilden,  was aber nicht gelang; aber er wurde zumindest Generalvisitator der deutschen Schottenklöster. Er unterstützte 1717 Gottfried Langwerth von Simmern bei der Wahl zum Weihbischof von Regensburg.
Als Historiker erstellte er Aufzeichnungen über die Äbte und Mönche von St. Jakob und auch ein  Verzeichnis von Gönnern der Abtei. Zudem setzte er die „Vita  Macarii“ über den ersten und  heiliggesprochenen Abt Markarius von St. Jakob in Würzburg fort.  In seinem „Calendarium“ hält er auch den literarischen Leihverkehr, der andere Forscher mit den benötigten Büchern aus den reichhaltigen Beständen der Regensburger Schottenbibliothek versorgte, fest. Nach einem 1690  erstellten „Catalogus librorum  in  bibliotheca  antiquissimi  et  exempti Monasterii  S.  Jacobi Scotorum Ratisbonae“ besaß  die Bibliothek damals 2400  Bände,  von  denen  hatte Abt  Placidus 880 angeschafft. Seit  dem  Besuch von Jean Mabillon hält Fleming einen Briefwechsel mit ihm bis 1689 aufrecht und versorgt die Mauriner mit Dokumentenabschriften aus Regensburg, die er mit einer Überarbeitung der relevanten Texte aus der „Germania Christiana“ verbindet. 